# 成名
成名（せいめい）は岡山県津山市に存在する地区の名前。昭和の大合併で津山市に編入された10村の内、3村から各1大字と一度勝北町となった後、津山市に編入された1大字からなる。

## 成名地区
地区は成名小学区に一致する。中学校は津山東中学区。

### 隣接自治体・地区
- 津山市神庭地区
- 津山市勝北地区（旧・勝加茂村）
- 津山市高倉地区
- 津山市高野地区
- 津山市滝尾地区
- 津山市広野地区

### 地区の地名
- 近長（旧・広野村）
- 楢（旧・勝加茂村。勝北町となった後、同年に津山市に編入）
- 野村（旧・高野村）
- 草加部（旧・神庭村）

### 人口
1907人（2019年1月1日現在。住民基本台帳による。津山市調べ）。地名ごとの人口は各地名記事を参照。

### 教育

#### 幼稚園
- 津山市立成名幼稚園

#### 小学校
- 津山市立成名小学校

### 交通

#### 鉄道
地区内を走る鉄道及びその駅なし

#### 道路

##### 高速道路
地区内を走る高速道路なし

##### 国道
- 国道53号
- 国道429号

##### 県道
- 主要地方道
  - 岡山県道6号津山智頭八東線

- 一般県道
  - 岡山県道347号田熊高野停車場線

### 河川・山岳

#### 河川
- 加茂川

### 寺院・神社

#### 神社
- 上部神社（草加部）
- 陽地神社（野村）
- 枡鏡神社（楢）
- 八坂神社（近長）